# Transport Driver Interface
Transport Driver Interface (TDI) – interfejs dla sterowników systemów Windows NT (takich jak Windows 2000 redirector) służący do komunikacji z różnymi protokołami sieciowymi warstwy transportowej. Pozwala on usługom na działanie niezależne od protokołów transportowych.
Microsoft opracował TDI w celu większej elastyczności i funkcjonalności niż było to możliwe przy użyciu istniejących interfejsów, takich jak Winsock i NetBIOS. Specyfikacja TDI opisuje zestaw funkcji, na podstawie których sterowniki transportu i klienty TDI się wzajemnie komunikują oraz mechanizmy ich wywołań, w celu dostępu do nich.
Windows 2000 redirector oraz server używają TDI bezpośrednio, nie przechodzą więc przez warstwę mapowania NetBIOS. Dzięki temu sterowniki te unikają wiele ograniczeń narzuconych przez NetBIOS, takich jak np. limit 254 sesji.
Typowymi komendami TDI są TDI_SEND, TDI_CONNECT, TDI_RECEIVE.